# Сидренъяха
Сидренъяха (устар. Сидрен-Яха) — река в России, протекает по территории Пуровского района Ямало-Ненецком автономном округе. Устье реки находится в 37 км по левому берегу реки Ямсовей. Длина реки — 17 км.

## Данные водного реестра
По данным государственного водного реестра России относится к Нижнеобскому бассейновому округу, водохозяйственный участок реки — Пур. Речной бассейн реки — Пур.
Код объекта в государственном водном реестре — 15040000112115300060121.